# Papulaspora coprophila
Papulaspora coprophila är en svampart som först beskrevs av Zukal, och fick sitt nu gällande namn av Hotson 1912. Papulaspora coprophila ingår i släktet Papulaspora, klassen Sordariomycetes, divisionen sporsäcksvampar och riket svampar.   Inga underarter finns listade i Catalogue of Life.